# Europa (strip)
Europa is een tweedelige stripreeks van de in Frankrijk woonachtige Braziliaan Luis Eduardo de Oliveira (Léo) en van Daniel Jacquette (Rodolphe). De tekeningen en de inkleuringen zijn van Zoran Janjetov en de uitgeverij is Silverster.

## Verhaal
Deze stripreeks speelt zich af op Europa de vierde maan van Jupiter. Europa is volledige bedekt onder een laag ijs. Onder het het deze ijslaag bevind zich een vloeibare oceaan, waarvan men denkt dat er leven is. Daarom hebben de mensen er een kleine wetenschappelijke basis gevestigd. Omdat op de basis vreemde dingen gebeuren wordt er vanaf de aarde een expeditie naar Europa opgezet om een en ander nader te onderzoeken.

## Albums[1]
| 1 |  | De maan van ijs | 2021 |
| 2 |  | Duizelingen     | 2023 |

## Externe Link
- link naar het eerste album